# Колония-ду-Гургея

Колония-ду-Гургея на карте штата.

Колония-ду-Гургея (порт. Colônia do Gurguéia) — муниципалитет в Бразилии, входит в штат Пиауи. Составная часть мезорегиона Юго-запад штата Пиауи. Входит в экономико-статистический микрорегион Бертолиния. Население составляет 6036 человек на 2010 год. Занимает площадь 430,621 км². Плотность населения — 14,02 чел./км².

## Демография
Согласно сведениям, собранным в ходе переписи 2010 г. Национальным институтом географии и статистики (IBGE), население муниципалитета составляет:
| Полное население                               | Полное население                               | Полное население                               | Полное население                               | 6036  |
| ---------------------------------------------- | ---------------------------------------------- | ---------------------------------------------- | ---------------------------------------------- | ----- |
| в том числе:                                   | Городское население                            | 4850                                           | Процент городского населения, %                | 80,35 |
|                                                | Сельское население                             | 1186                                           | Процент сельского населения, %                 | 19,65 |
|                                                | Мужское население                              | 2963                                           | Процент мужского населения, %                  | 49,09 |
|                                                | Женское население                              | 3073                                           | Процент женского населения, %                  | 50,91 |
| Плотность населения, чел/км²                   | Плотность населения, чел/км²                   | Плотность населения, чел/км²                   | Плотность населения, чел/км²                   | 14,02 |
| Население муниципалитета в % к населению штата | Население муниципалитета в % к населению штата | Население муниципалитета в % к населению штата | Население муниципалитета в % к населению штата | 0,19  |

По данным оценки 2016 года, население муниципалитета составляет 6314 жителей.

## История
Город основан 29 апреля 1992 года. 

## Статистика
- Валовой внутренний продукт на 2003 год составляет 7 670 266,00 реалов (данные: Бразильский институт географии и статистики).
- Валовой внутренний продукт на душу населения на 2003 год составляет 1435,04 реалов (данные: Бразильский институт географии и статистики).
- Индекс развития человеческого потенциала на 2000 год составляет 0,641 (данные: Программа развития ООН).